# Piz Rots
Piz Rots to szczyt w Samnaungruppe, w Alpach Retyckich. Leży na granicy między Szwajcarią (Gryzonia) i Austrią (Tyrol).